# 放課後ウィザード倶楽部
『放課後ウィザード倶楽部』（ほうかごウィザードくらぶ）は、原作：架神恭介、作画：渡辺義彦による日本の少年漫画。秋田書店の『週刊少年チャンピオン』にて、2016年16号から2017年2号まで連載。また、投稿コミュニティサイトE★エブリスタにて架神恭介の原作小説が連載と並行して同時配信されており、サイトでは世界初と称されている。

## 概要
夢の世界バベルを舞台とした異世界ファンタジー作品。タイトルのウィザードはWizardryを意識したもの。連載開始時に原作者である架神自身によって作品の見どころを紹介する動画がYouTubeに全10回投稿された。小説と漫画の同時連載は、せっかく原作が小説で書かれているのだから、それを使って何かしようという理由でこうなったと架神はインタビューで答えている。公式サイトなどでは小説と漫画の同時連載は世界初と称されているが実際のところは不明らしい。

## あらすじ
那由多は、モンスターやダンジョンが登場し、傷の痛みをリアルに感じる夢を見た。クラスメイトのニトリやサンチョも同じようなリアルな夢を連日見ていることが発覚する。3人は夢の中で合流することを約束し、これが実現。夢と現実を行き来しながらダンジョンに潜りこむ。

## 主な登場人物
須加 那由多（すが なゆた）
本作の主人公。15歳。電化製品と致命的なまでに相性が悪いという体質を持っており、電化製品を何気なく使っているだけで壊してしまうこともある。この体質はバベル内ではマジックアイテムを一度の使用で壊してしまう代わりに規格外の出力を発するスキル『改造（チート）』という形で発露されている。
穴屋 ニトリ（あなや ニトリ）
主人公の一人。那由多の友人。高１。
平崎 三太（ひらさき さんた）
主人公の一人。那由多の友人。高１。通称サンチョ。平崎財閥の次男として幼少から英才教育を施され、博識であり、勿論冷静沈着で頭の冴えも見せる。夢と現実の両面からバベルとは一体何なのかと言う謎を解き明かすことに情熱を注いでいる。
ゆきはらCCI
うどんさんが設立したユニオン。
うどんさん
ユニオンマスター。バベル歴26年のベテラン。バベルで死亡体験をしたことで冒険からは引退している。通称の通り、うどん職人の姿をしており、仲間内にうどんを振る舞う。
シモン
ゆきはらCCIのエース。典型的な魔法使い風の格好をした青年。遺跡でヘルヴィムに襲われていた那由多たちを助け、バベルの説明とゆきはらCCIへの紹介を行った。

モヒカンザコユニオン
『マッドマックス2』およびそれに影響を受けた『北斗の拳』などに登場する三下類型「モヒカンザコ」の悪役ロールプレイを目的として結成されたユニオン。女性も複数構成員に存在するが、一貫して髪型をモヒカンにし半裸に肩パッドなどの軽装で固めているのが特徴。構成員は20名以上と比較的大所帯。傍からは烏合の衆にしか見えないがあくまで「バベル」を楽しむために演じているだけであり、野盗の群れとしての下衆な言動は崩さないまま、那由多たち初心者を襲うエルシオンをクズと断じ、他の仲間に繋げるためにバベルでの死を恐れず強敵相手に突貫するなど、統率は非常に取れている。
モヒカンリーダー、モヒカン社長、モヒカン師匠などがいる。モデルは原作者である架神自身と知り合いのゲームプレイヤー。
エルシオン
金やアイテムを目的とせず、モヒカンザコたちのようにキャラ作りというわけでもなく、さしたる理由もなくハイカキンたちを殺すPKerユニオン。初心者や戦闘力に乏しいものを優先して狙うことから悪名高い。構成員は赤いスカーフを腕に巻き付けている。

## 用語
バベル
夢の世界。いわゆる明晰夢の一種と思われるが、不特定多数が共通認識し、体験も共有している。魔法やモンスターが存在するいわゆるファンタジー世界だが、現時点で判明している限り夢の世界にハイカキン以外の住人は存在せず点在する施設は遺跡のみである。
あくまで夢の世界のため、この世界での時間の経過は現実と同様で目覚めと共に現実世界に帰還することになる。能動的に戻る手段はスタート地点であるバベル内の自室に戻って就寝することであり、そうでない場合バベル側の肉体は意識のないままで放置される。この世界における死は現実世界での死に直結するわけではなく自室に戻れば帰還できるものの、絶命の瞬間まで死の感覚と苦痛は味わうことになる。また、バベル内で体験した精神的疲労は現実にも反映される。
ハイカキン
バベルに招かれた者の総称。名称の由来は不明。
招かれたと言ってもこの世界がどういったものかの説明や明確な目的が与えられているわけでもないため、ハイカキンたちはそれぞれが冒険はもちろん単なる休暇など異なった方法でバベル内での生活を謳歌している。そのため現実での生活との兼ね合いから通称を名乗るものが多く、本名を名乗る那由多などは比較的例外。
また、モンスターやダンジョンの存在からハイカキンたちはバベルのことをゲームとして遊びの対象として認識している者が多数派であるが、エルシオン構成員のように“悪魔のゲーム”と呼び、忌避する者もいる。
魔法
いわゆるゲームにおける魔法。遺跡などで発見されるバベル内での独自言語で書かれた魔導書を解読し、そこから得られた意味を使用者がイメージしてつなげることで発現する。得られた魔法同士を組み合わせて新たな魔法を作り出すといったことは現時点では出来ず、個々で独立した魔法を応用するにとどまっている。
発見できる魔法のあたりはずれは大きく、実用に至るまでの習熟には数年を要するほどの労力を必要とする。そのため魔法を専門とするハイカキン『魔術師（メイガス）』はごく少数に留まる。
集団錯乱事件

ヘルヴィム
いわゆるゲームにおけるモンスターの総称。遺跡内や周辺に出没し、ハイカキンを発見し次第即座に襲い掛かってくる。行動パターンや性質は千差万別であり、倒しても一定時間が経過すれば復活する。
G（ギア）
マジックアイテムや遺跡のギミック始動等に必要となる歯車の形をしたアイテム。広く流通しており、通貨としてバベル内での商取引にも用いられる。
マジックアイテム
バベル内の遺跡で発見される力を秘めたアイテムの総称。見た目ではわからないが装備品などにはアタリとハズレがあり、アタリ品は稀少であり、ハズレ品と比べると段違いの性能を誇る。
ゴエティア
いわゆるゲームにおける召喚獣を呼び出すための指輪状のアイテム。
エリコ遺跡

アイ古代図書館

植物園リブナ

ラキシ角柱群

忘れられた都市シオン

## 書誌情報
- 架神恭介：原作・渡辺義彦・イラスト 『放課後ウィザード倶楽部』 秋田書店〈少年チャンピオン・コミックス〉、全4巻
  1. 2016年7月8日発売 ISBN 978-4-253-21720-0
  2. 2016年9月8日発売 ISBN 978-4-253-21721-7
  3. 2017年2月8日発売 ISBN 978-4-253-21722-4
  4. 2017年2月8日発売 ISBN 978-4-253-21723-1